# Lermon
Lermon är en sjö i Västerviks kommun i Småland och ingår i Storåns huvudavrinningsområde. Sjön har en area på 1,52 kvadratkilometer och ligger 54,1 meter över havet. Sjön avvattnas av vattendraget Melbyån.

## Delavrinningsområde
Lermon ingår i det delavrinningsområde (644146-152629) som SMHI kallar för Utloppet av Lermon. Medelhöjden är 86 meter över havet och ytan är 14,29 kvadratkilometer. Räknas de 2 avrinningsområdena uppströms in blir den ackumulerade arean 56,78 kvadratkilometer. Melbyån som avvattnar avrinningsområdet har biflödesordning 2, vilket innebär att vattnet flödar genom totalt 2 vattendrag innan det når havet efter 20 kilometer. Avrinningsområdet består mestadels av skog (71 procent). Avrinningsområdet har 1,7 kvadratkilometer vattenytor vilket ger det en sjöprocent på 11,9 procent.